# JR東日本E655系電車

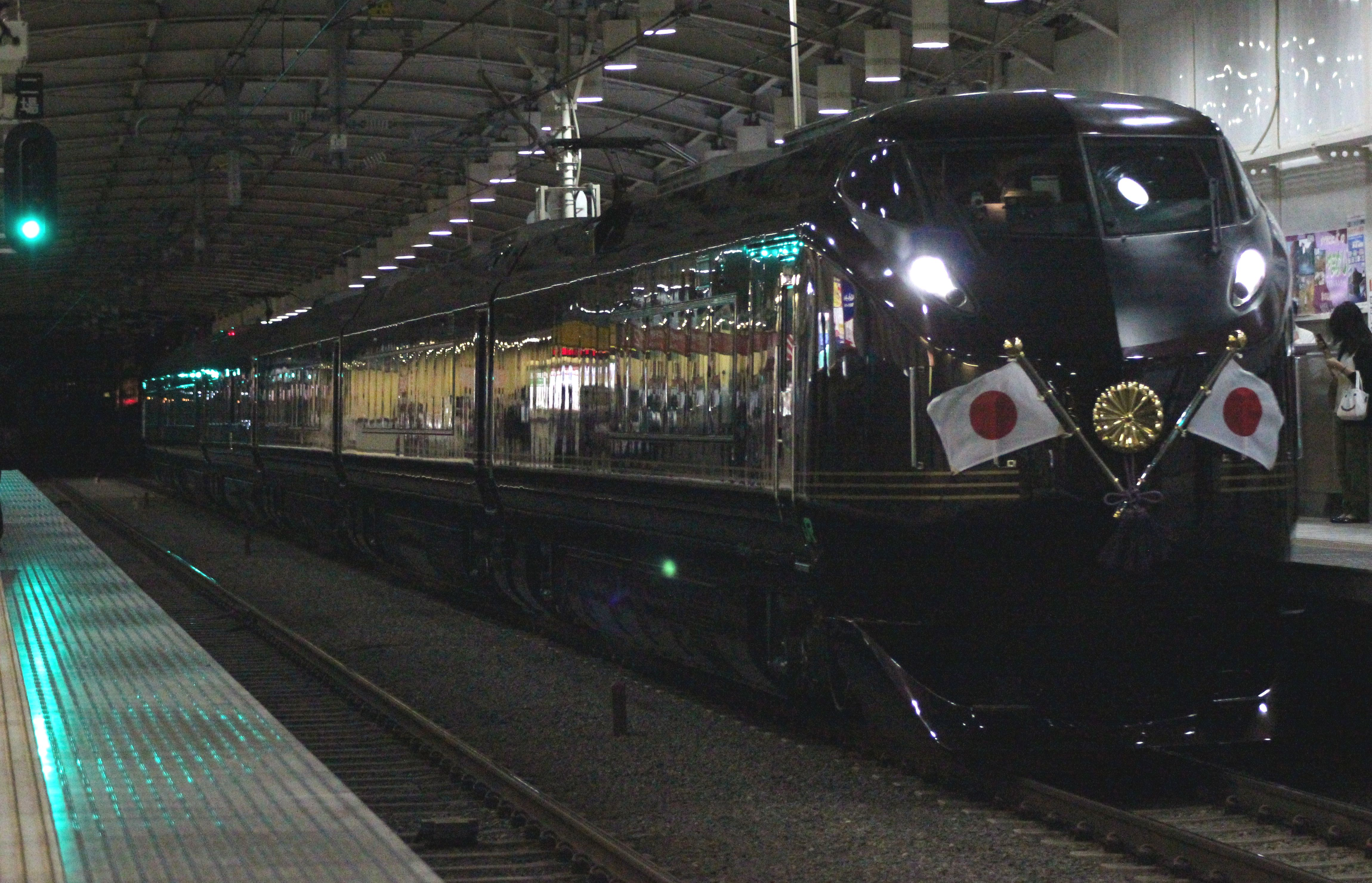
E655系によるお召し列車
（2012年10月6日 武蔵境駅）

E655系電車（E655けいでんしゃ）は、2007年（平成19年）に登場した、東日本旅客鉄道（JR東日本）の交直流特急形電車。5両編成1本と特別車両1両が在籍し「なごみ（和）」の愛称をもつ。

## 概要
かつては天皇・皇后を始めとする皇族の乗用車両として昭和初期から中期に製造されたお召し列車用の皇室用客車「1号編成」が使用されてきたが、製造から40年 - 70年が経過し老朽化も進行していたことから、それらの置き換え用として製造された。製造は特別車両と4・5号車を日立製作所笠戸事業所が、1 - 3号車を東急車輛製造がそれぞれ担当した。
1号編成は皇族と随伴員のみ乗車可能だったが、本系列では皇族や要人（国賓など）が利用する「特別車両」を外して「ハイグレード車両」と呼ばれる5両編成とすることで一般客の利用にも対応しており、お召し列車だけでなく団体専用列車（いわゆるジョイフルトレイン）としての役割も兼ね備えている。このため全車両グリーン車となっている。デザインは剣持デザイン研究所が担当した。
愛称の「なごみ（和）」は「ご乗車になるすべてのお客様になごんでいただきたい思いを込めて命名した」とされている。

## 構造
本項では「特別車両」を除く各形式の共通項目について述べる。特別車両および各車両の特徴的装備については次節で述べる。

### 車体
アルミニウム合金製ダブルスキン構造で、基本的にE653系やE257系などと共通。先頭車の前面は651系などに似た高運転台構造で、台車を除く床下機器類をすべてカバーで覆うとともに、屋根部分の側面にも搭載機器を極力隠すカバーが設置されている。
本系列はお召し列車に使われることから塗色は「漆色」■と呼ばれ、光線の当たり具合で褐色から紫色に色合いが変化するマジョーラ塗装が用いられており、腰部には3本の細い金帯■が配されている。また、各車の側面にはフルカラーLED式の行先表示器が設置されている。
先頭車前部にはお召列車運用時に国旗及び菊花紋章と、手すりを取り付ける取り付け座（ボルト締結座）が設けられている。手すりは通常運用時には取り付けることはない。乗務員室後方に客室が配置されることから、緊急時における乗務員の避難を考慮して、外開き式の非常開戸を設置している。
機関車の牽引によって非電化区間への入線が可能な仕様になっており、先頭車前面の連結器は密着自動連結器とされ、通常の団体列車では連結器を露出した状態で運用されるが、お召列車として運転される場合は車両前部のカバーを開けて内部に連結器を収納し、更に車体とスカートの間を埋める追加カバーを被せることができる。

### 車内
車内は木目調を基調としたものとなっており、荷棚は航空機のようなハットラック式（カバー付き）。床敷物は全面カーペット敷き。空気だめ（空気タンク）や直通予備ユニットなど、床下に収納できない機器は車内デッキ部（出入口から客室への通路左右）に機器室を設けて搭載している。また、各出入口付近には折りたたみ式の簡易腰掛が設置されている。
座席は横1＋2列配置の電動式リクライニングシートで、各座席にはスポット空調の吹き出し口や読書灯が設置されている。各車両ともデッキを含めてすべて禁煙となっている。各座席に電源用コンセントを備えている。なお、デビュー当初は各座席ごとに各種デジタル放送や車内販売システム、運転席からの展望映像などに対応したタッチパネル式の8インチモニタ装置が設置されていたが、現在は取り外され、スマートフォンとQRコードを用いた車内配信コンテンツに代替されている。
空調装置は屋根上集約分散式のAU733形（能力15,000 kcal/h・17.44 kW）を各車2台搭載する（1両あたりの能力は 30,000 kcal/h・34.88 kW）。
運転台は高運転台構造を採用しており、主幹制御器が左手操作のワンハンドル方式であることなど、JR東日本の新系列車両と同様のレイアウトだが、速度計などのメーター類はアナログ式が採用され、制御伝送システムであるTIMSモニター画面は2台設置されている。本系列は全国のJRグループ運転士が運転することを考慮して、JR東日本の車両で標準となっているグラスコックピット構造とはせず、指針式の計器類や各種表示灯類を備えた運転台構造とした。
デッキ周辺などの床敷物は、本来はアルミ材を敷いた上でゴム製の床敷物を貼り付けるが、現車5両ではアルミ材が敷かれておらず、鉄道車両の火災対策基準を満たさないことから、国土交通省より改善指示が出された。製造年を示すプレートは和暦で表記されている。

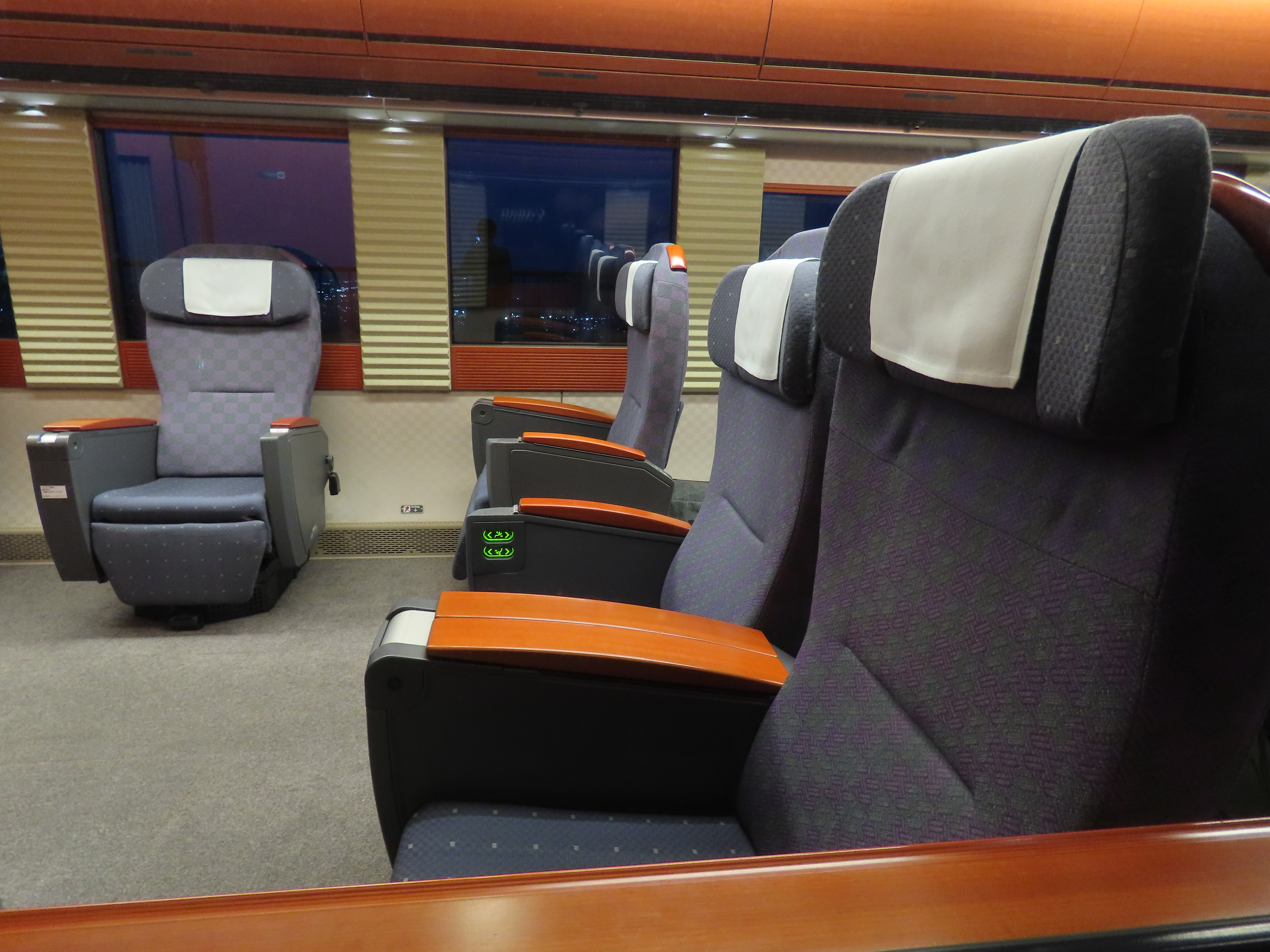
モケット張りシート （3号車以外）
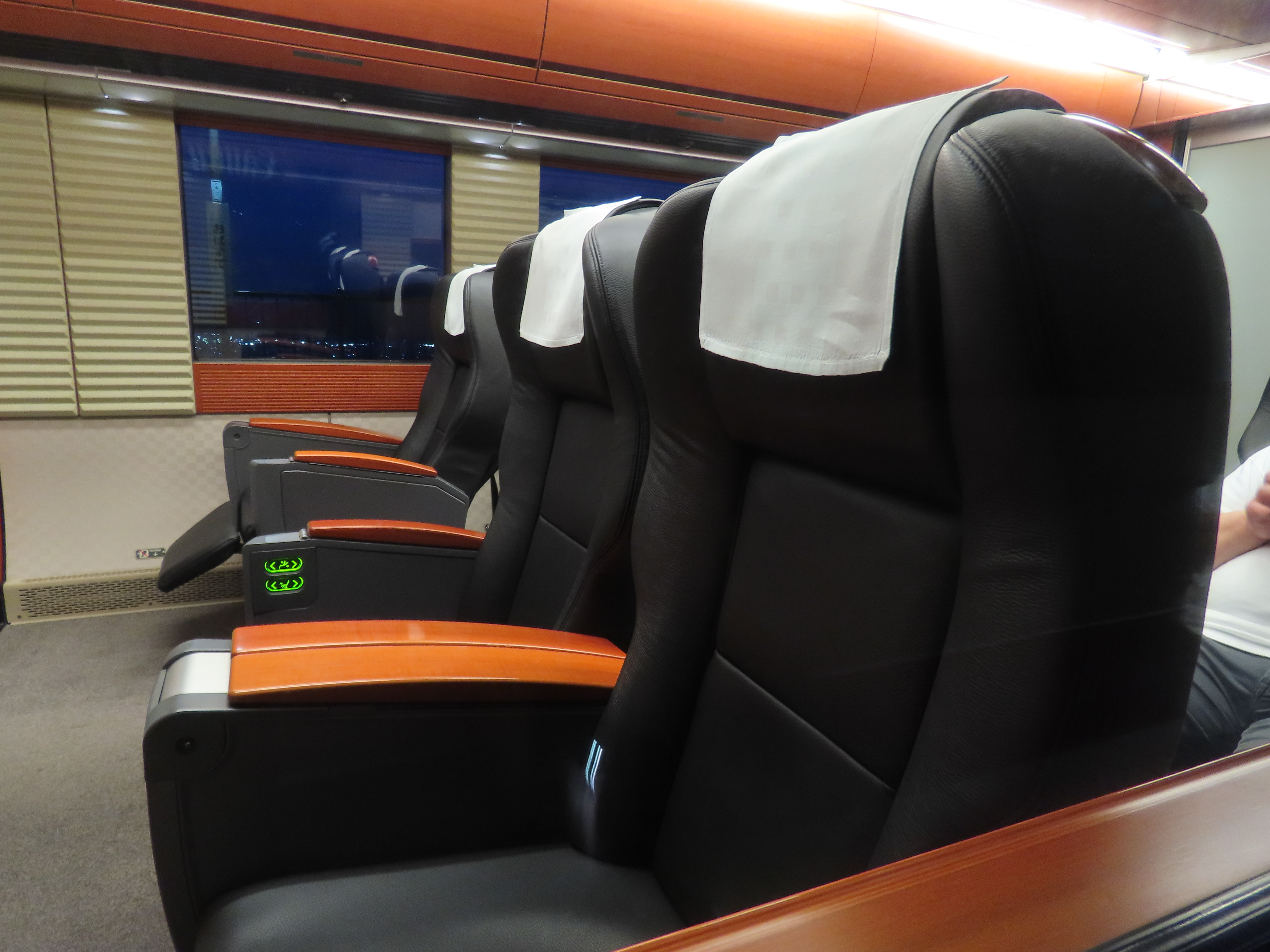
本革張りシート （3号車のみ）

### 機器類
E653系同様、直流1500 V・交流20000 V（50 Hz / 60 Hz）の3電源に対応しており、中央本線などの狭小トンネルへの対応としてパンタグラフ折り畳み高さを3,960 mmに抑えているため、JR東日本管内のほとんどの線区で運用可能なほか、JR他社への乗り入れも考慮された構造となっている。
主変換装置は日立製作所製のIGBT素子による2レベル方式VVVFインバータ制御で、回生ブレーキのほか全電気停止ブレーキも可能としている。かご形三相誘導電動機は、E531系で採用したMT75形の仕様をマイナーチェンジしたMT75A形が搭載され、定格出力は140 kWだが、歯車比は異なる（本系列は4.95）。
台車はE653系やE257系などで実績のあるヨーダンパ付きの軸梁支持式ボルスタレス台車を装着している。台車形式は動力台車はDT76形、付随台車はTR261形、特別車両はTR261A形。
補助電源装置はE531系で採用したSC81形のマイナーチェンジ仕様となるSC87形静止形インバータ（SIV）を採用している。装置は東洋電機製造製のIGBT素子を使用したもので、140 kVA×2群構成の280 kVA容量を備えているほか、編成で2台搭載するSIVは出力する交流波型を同期させた「並列同期運転」を行っている。
客車として機関車に牽引される場合のサービス機器への電源供給用として、ディーゼル発電機を編成で2基搭載している。エンジンは316 kW（430 PS）のDMF15HZC-G、発電機は400 kVAのDM111で、ディーゼル発電機1基で6両給電可能とし、もう1基を予備としている。
ブレーキシステムについても自力走行する場合は回生ブレーキ併用の電気指令式空気ブレーキと抑速ブレーキ・直通予備ブレーキが動作するが、機関車に牽引される場合は自動空気ブレーキと直通予備ブレーキが動作する。このため、各車両間にはブレーキ管を引き通している。自動空気ブレーキはディーゼル発電機が稼動している際は機関車からのブレーキ管空気圧を電気指令に読み替えるが、発電機が停止している際は読み替えずにそのまま動作する。

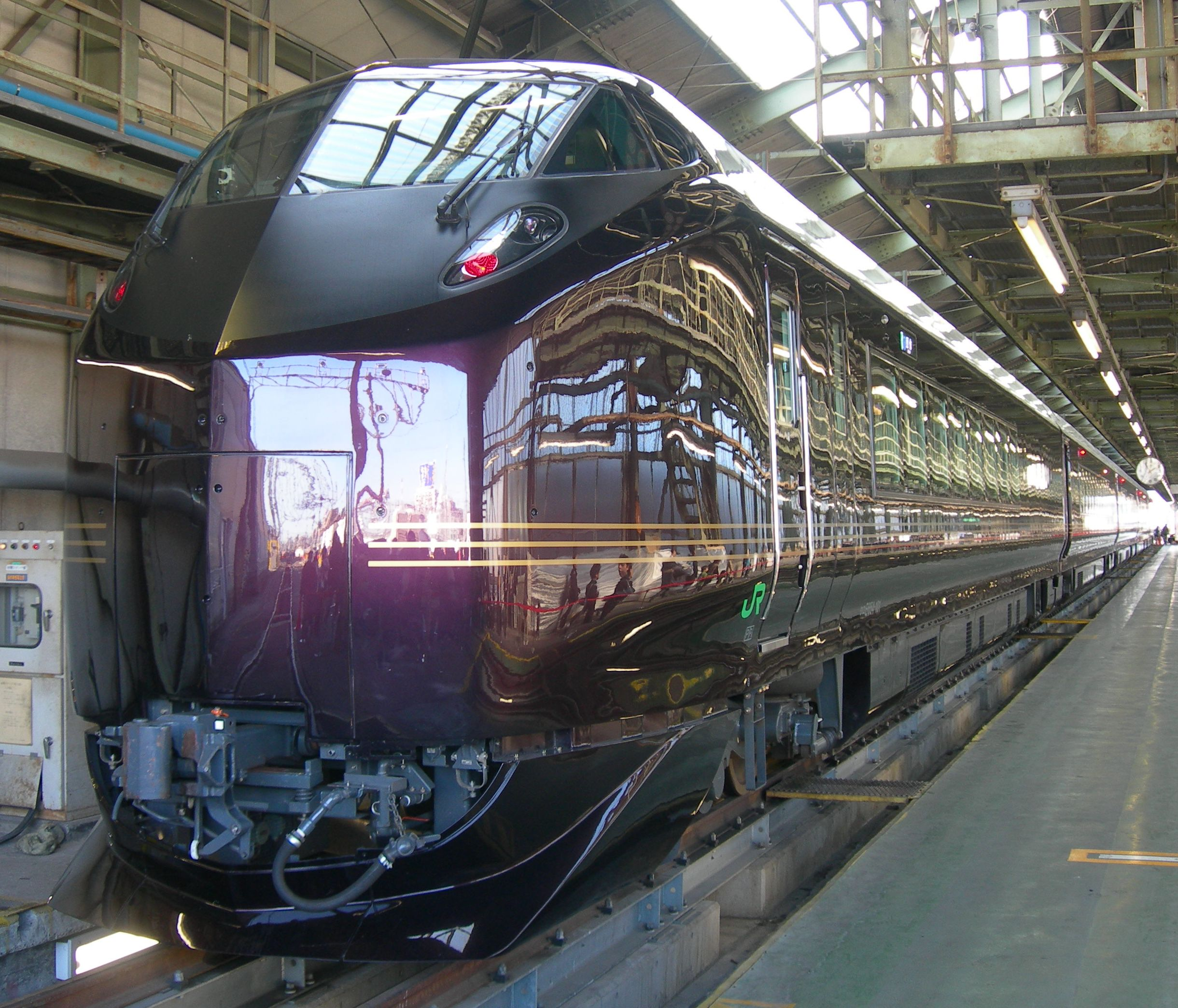
密着自動連結器を出した状態
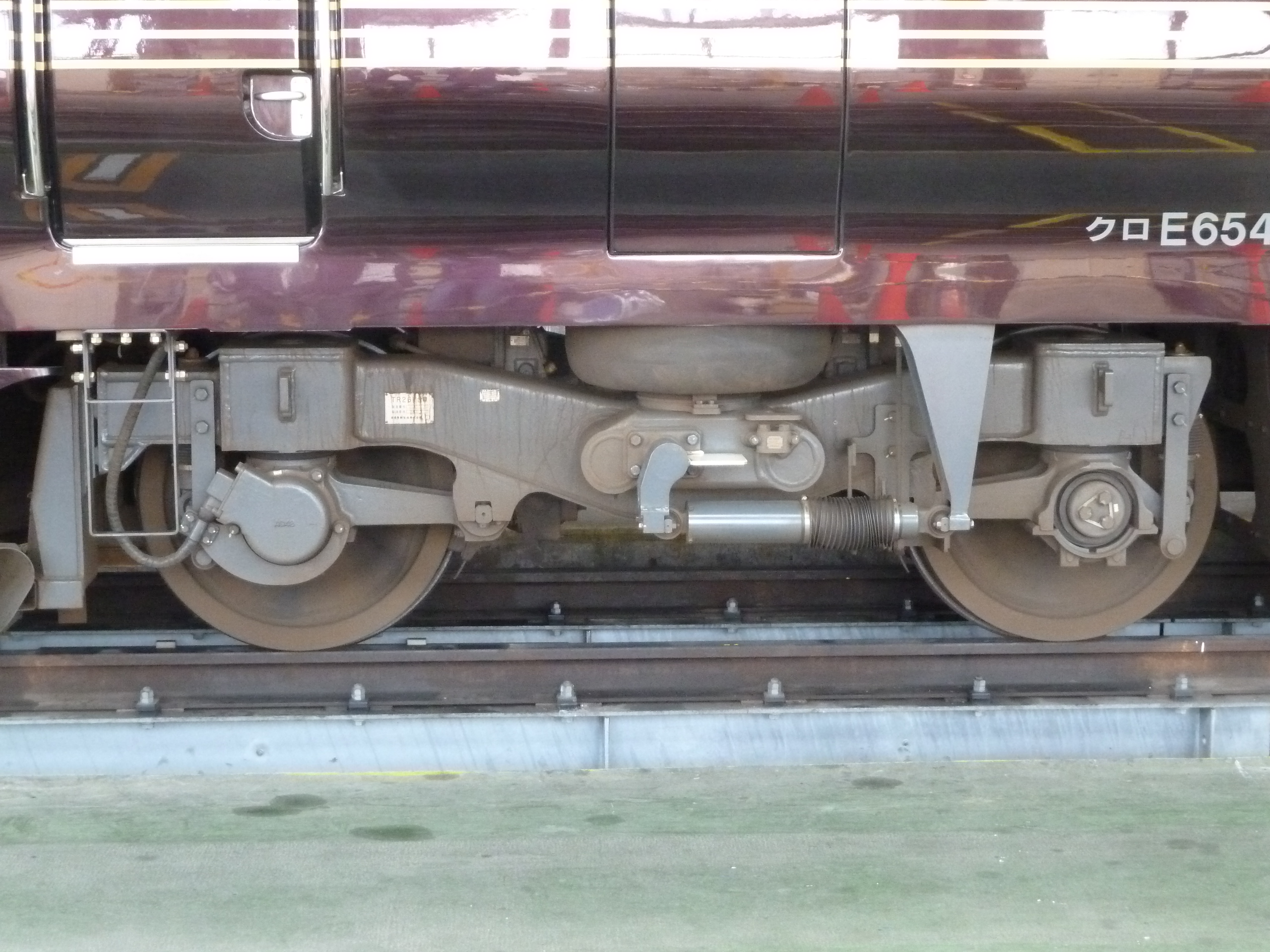
TR261形付随台車
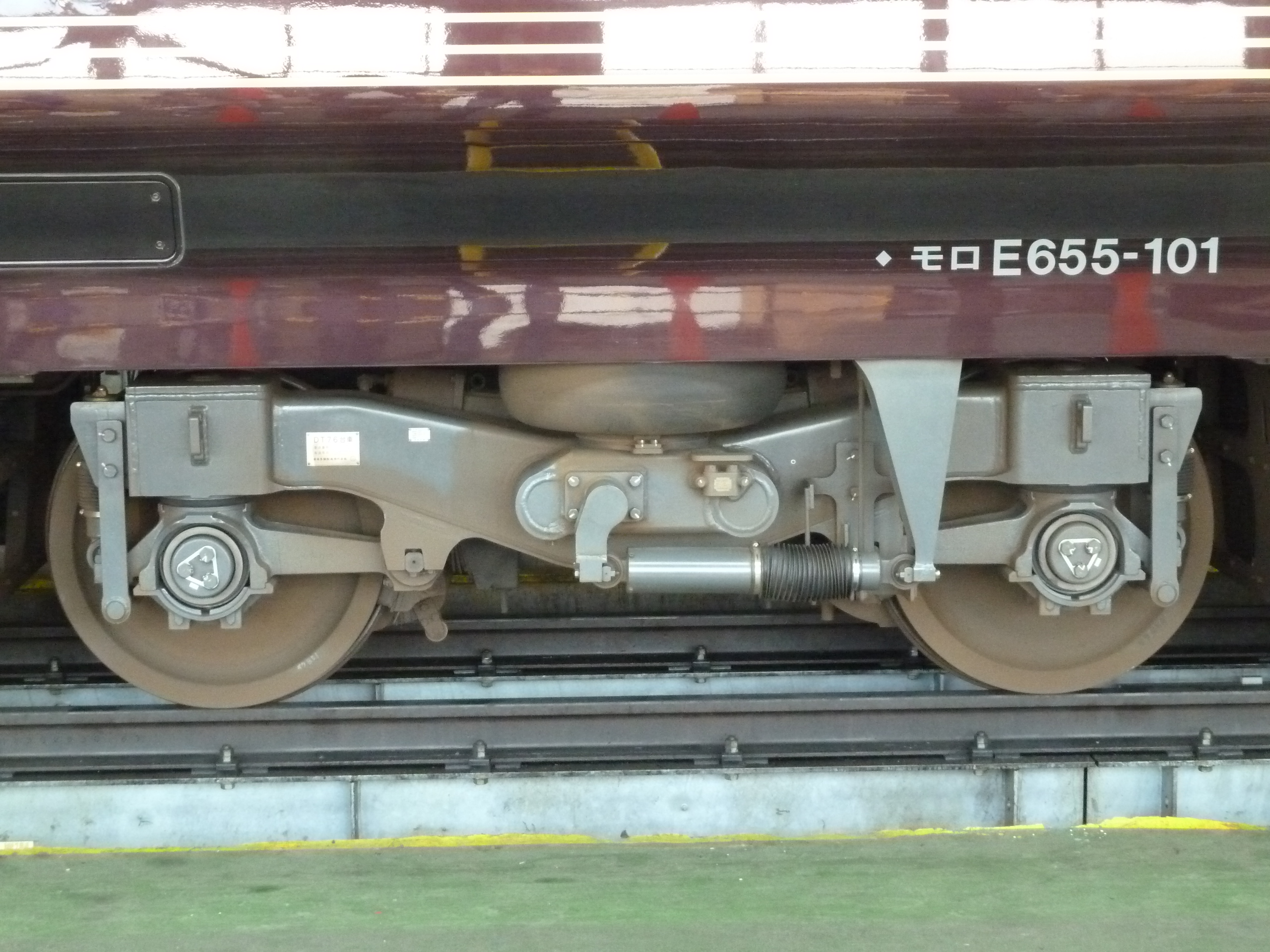
DT76形動力台車
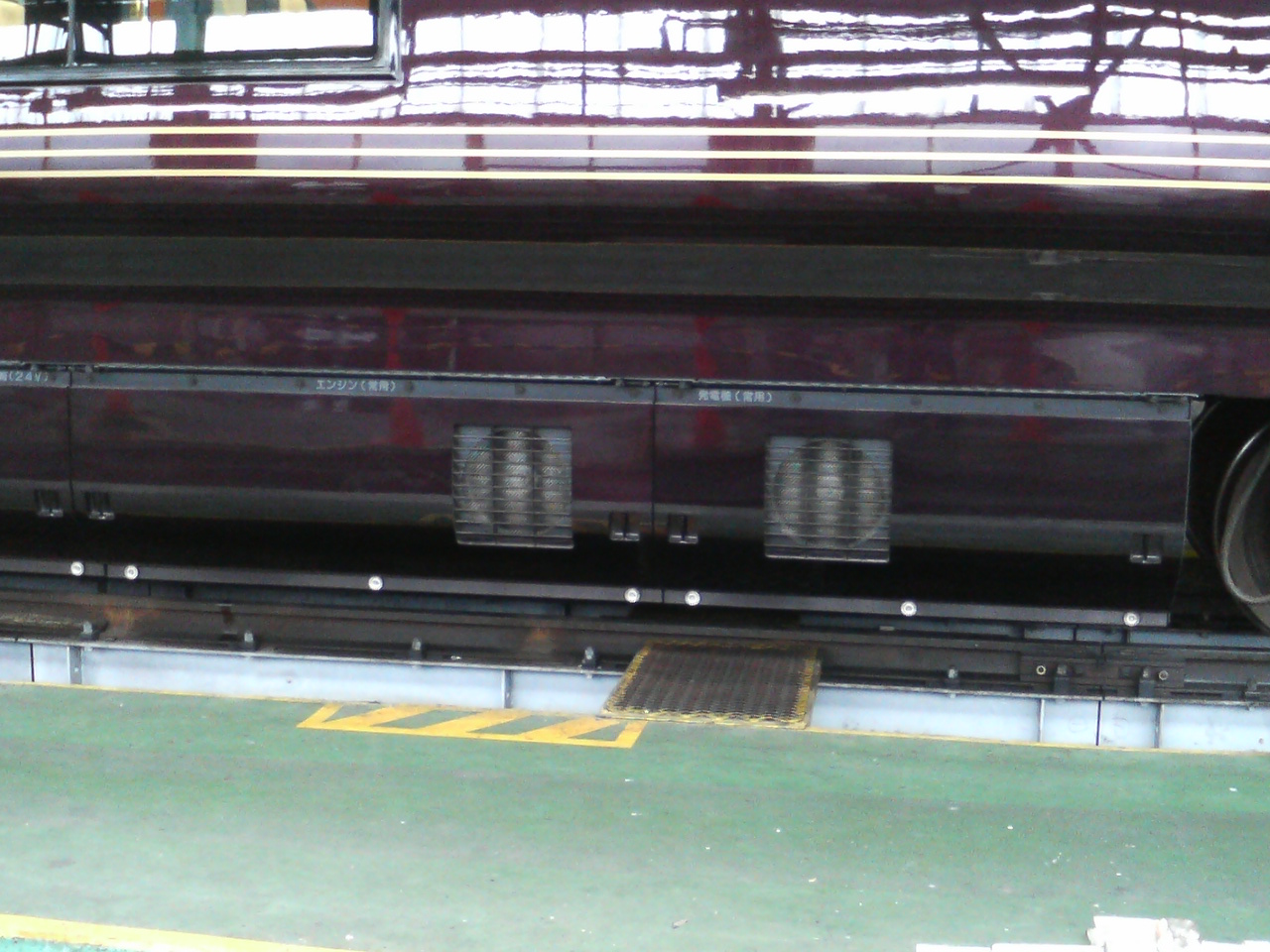
搭載されているディーゼル発電機
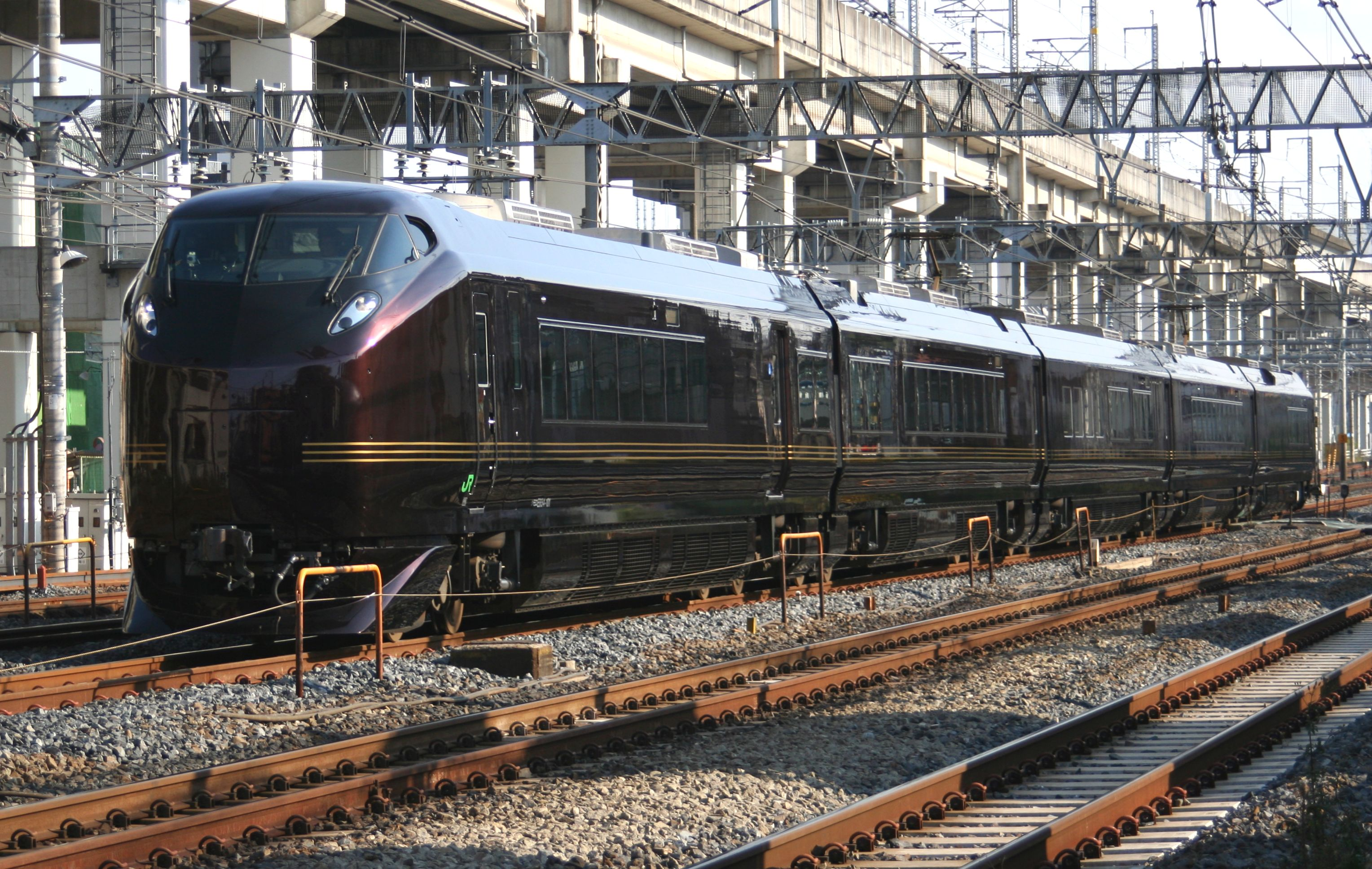
特別車両を抜いた5両編成で走行時の様子
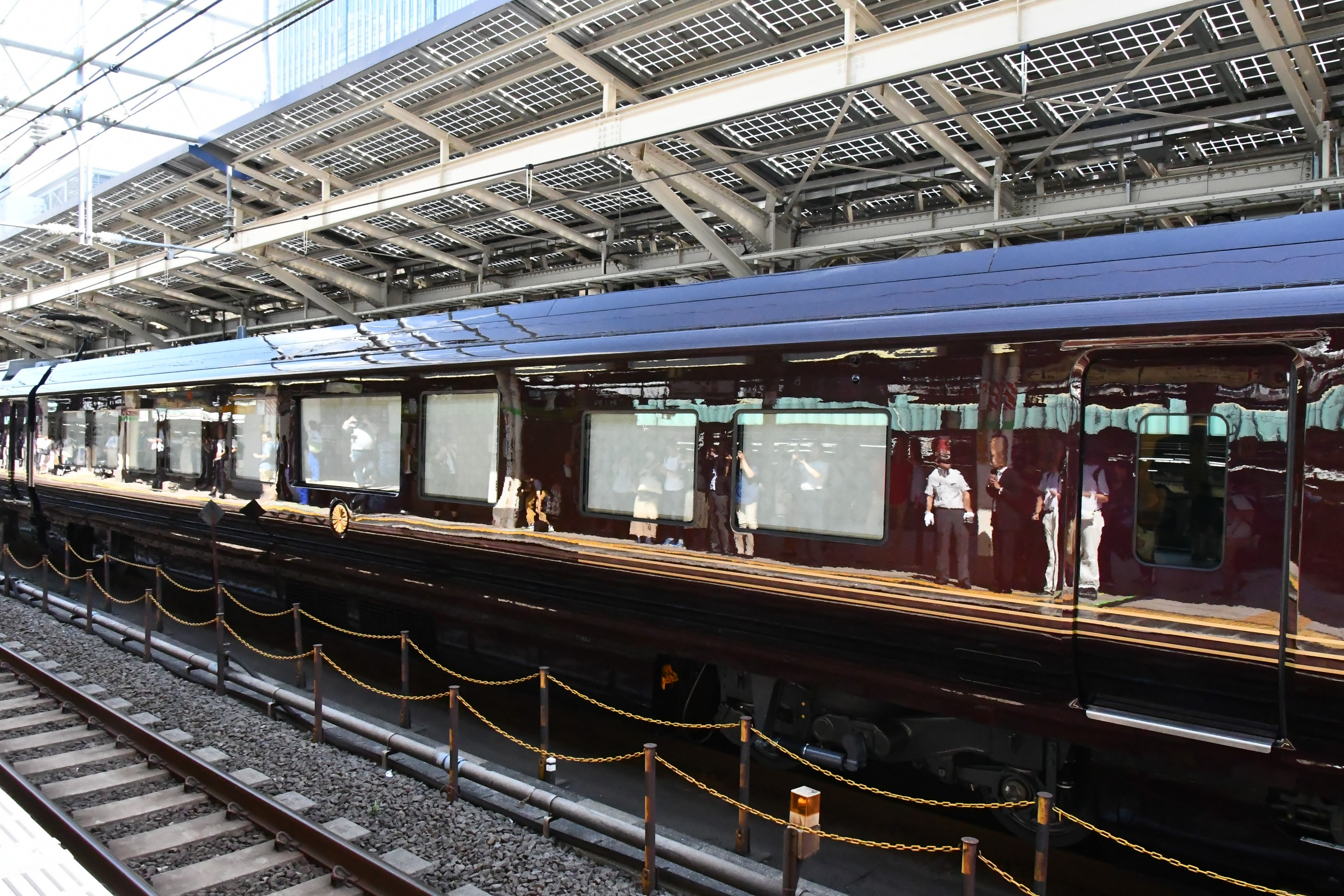
特別車両（菊花紋章を取り付けた状態）
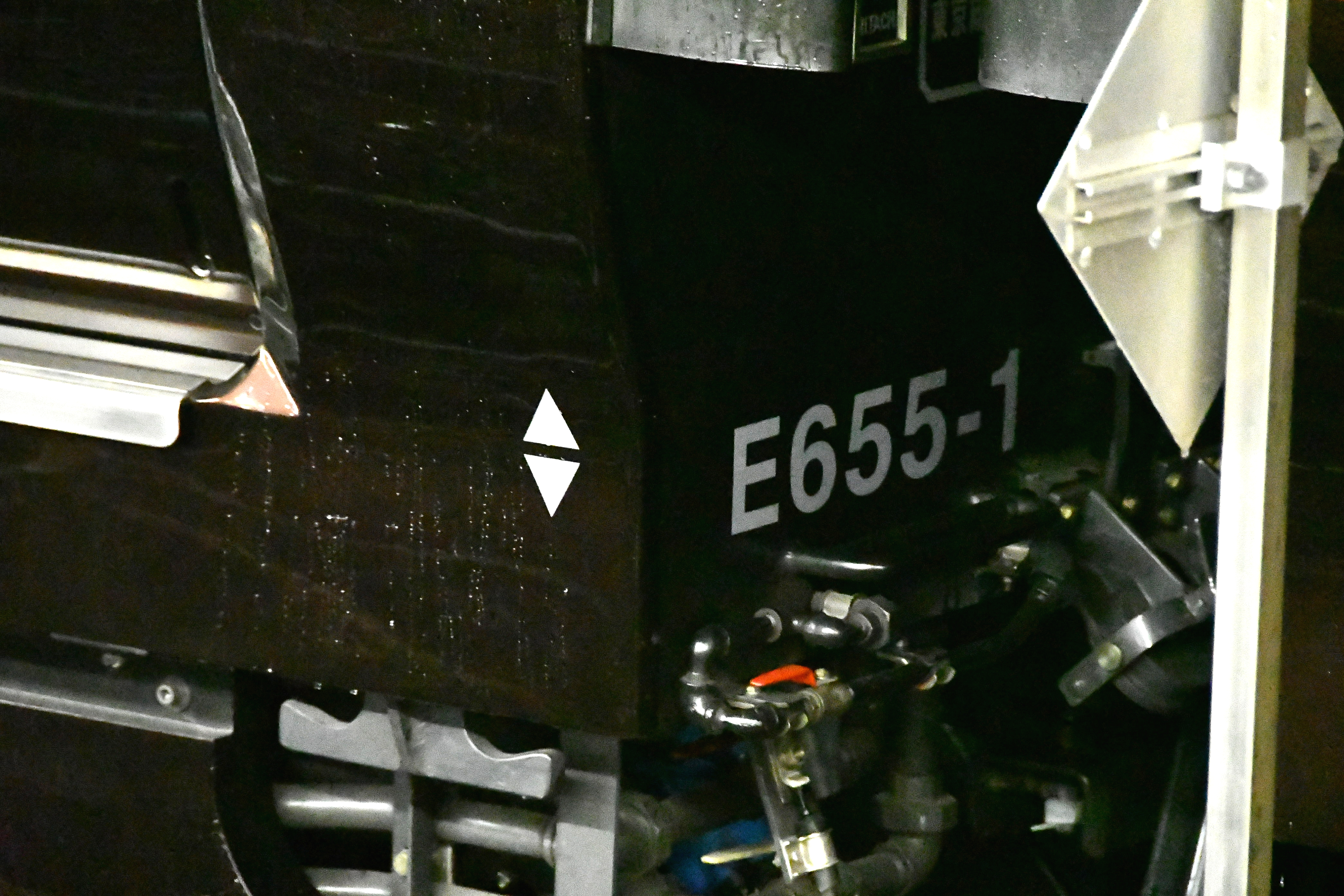
特別車両の車両番号。妻面に小さく表記されている。
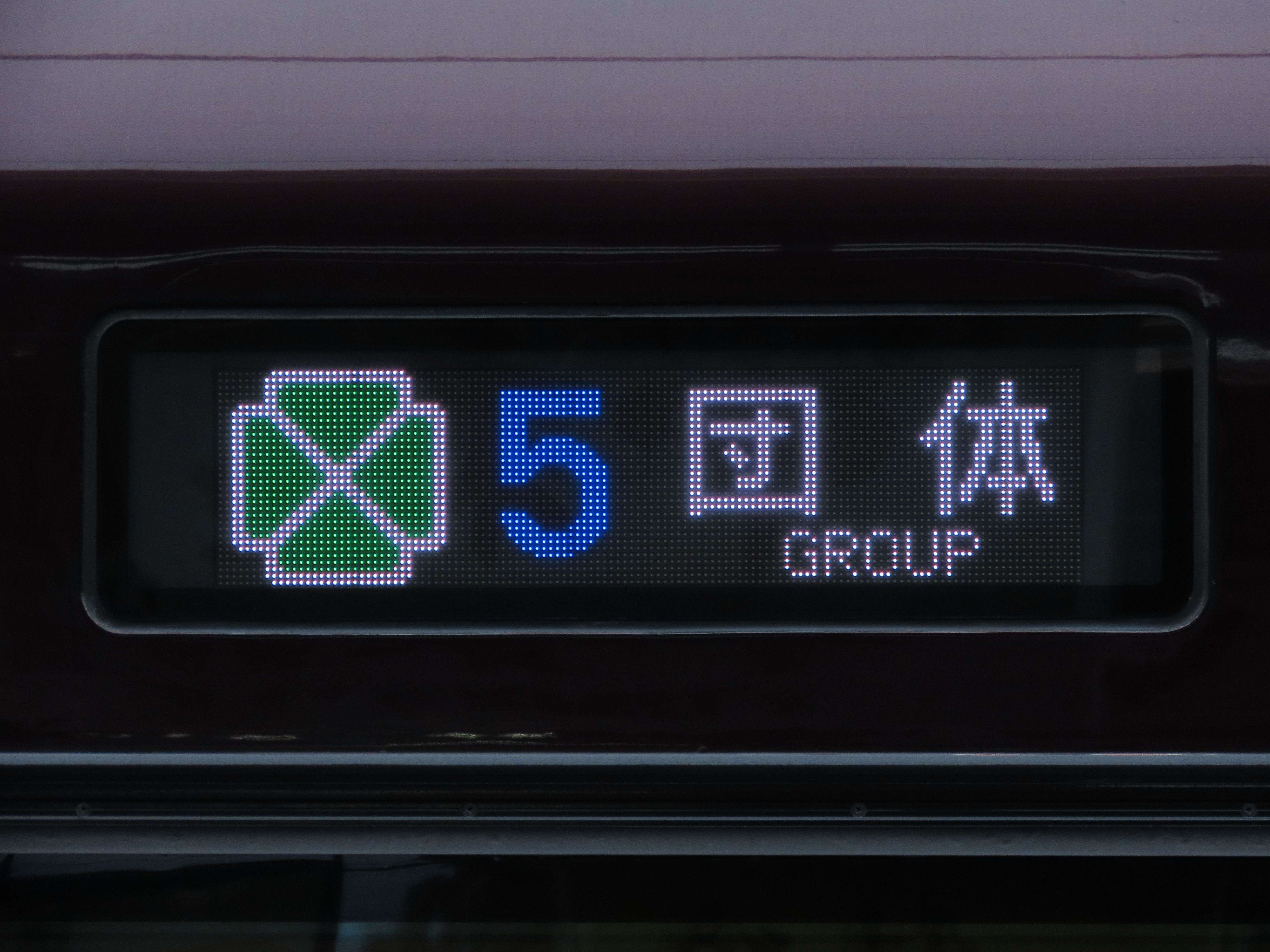
車体側面の種別表示
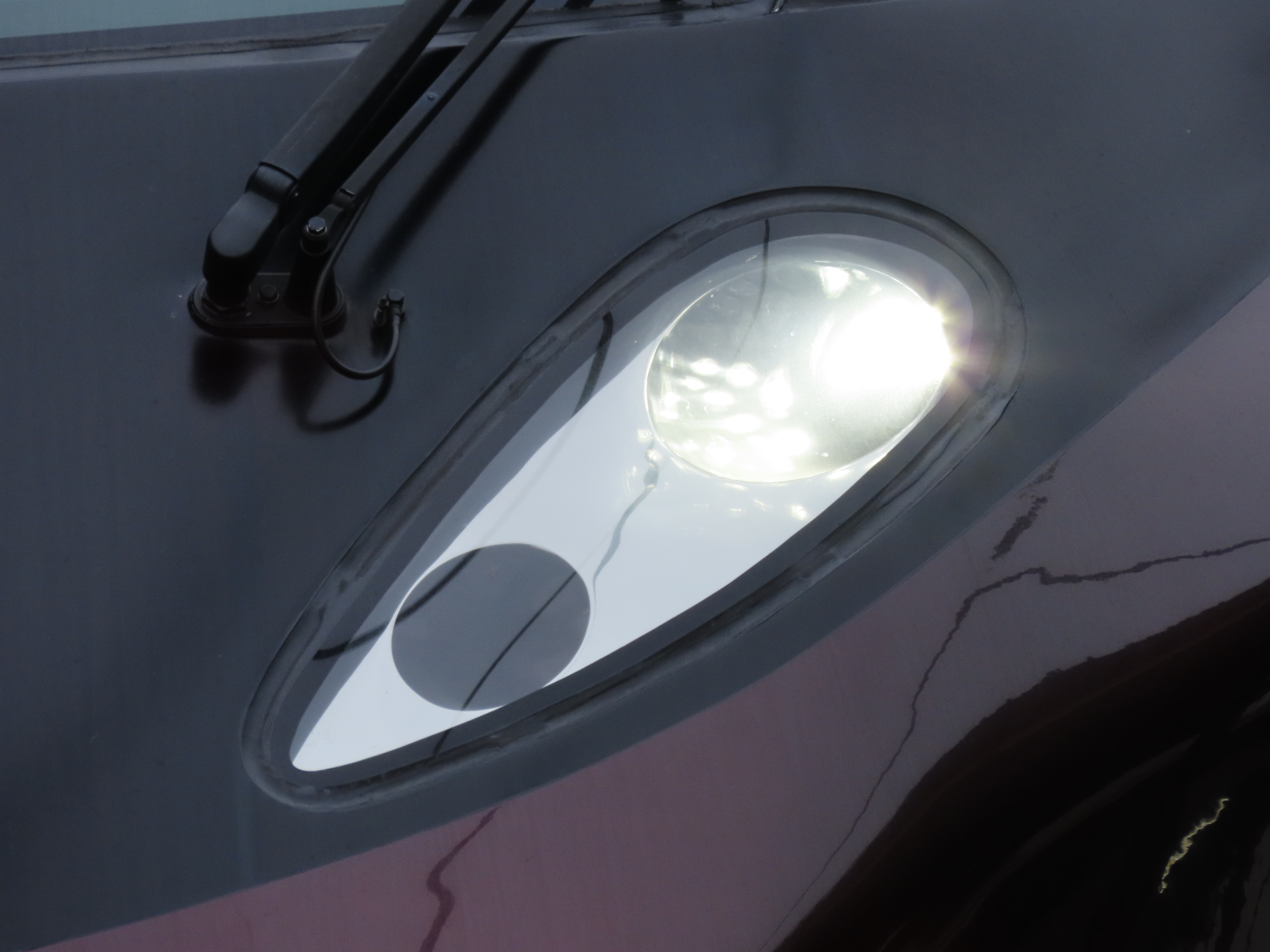
前照灯
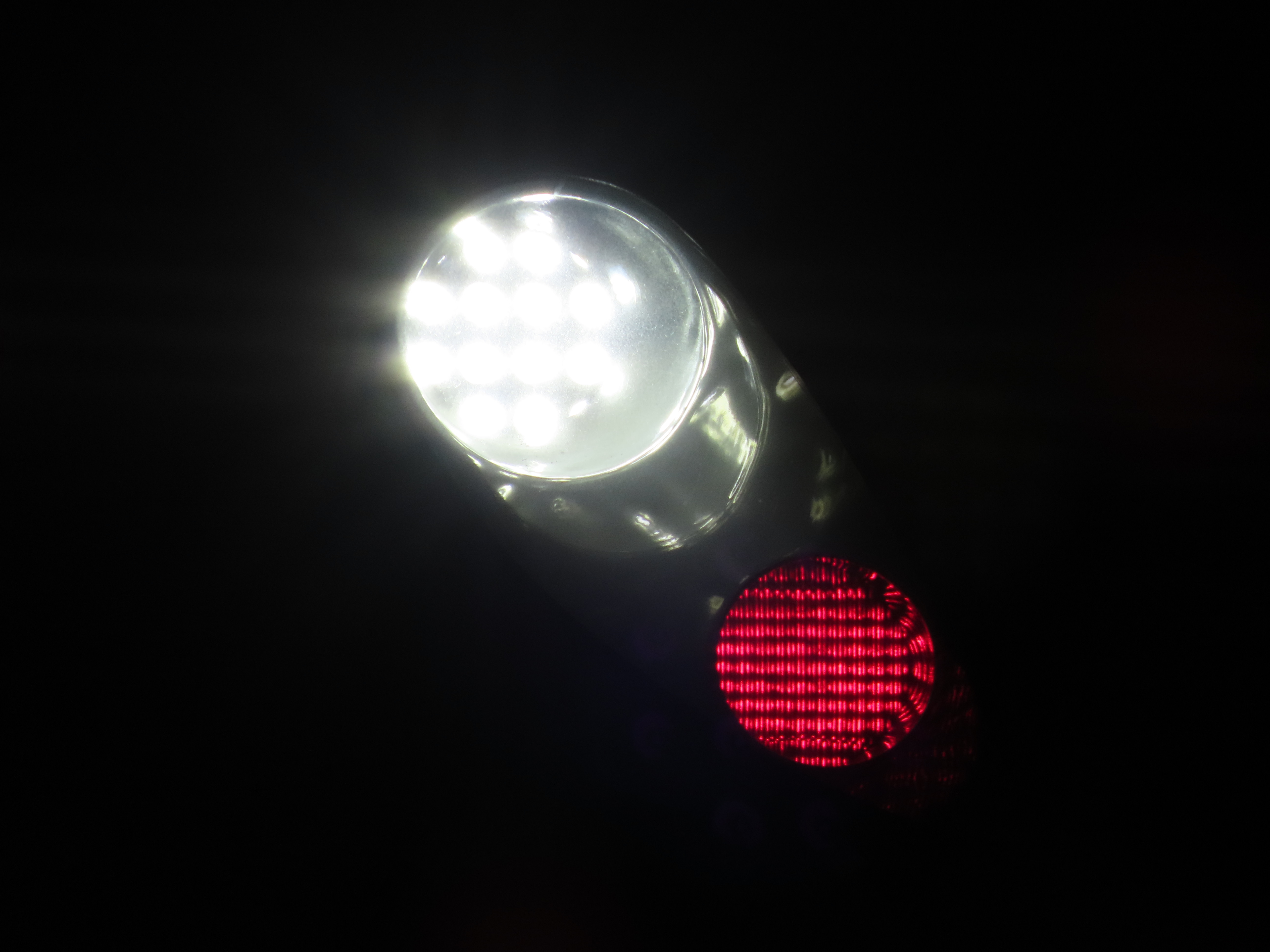
12灯のLEDで構成される前照灯

## 形式
1号車：クロE654-101（Tsc'-100）
定員22名の制御車。床下にディーゼル発電機を2基搭載し、電源車としての機能を有する。この車両のみ客用出入口がない。運転台のほか、洋式トイレと男子小用トイレ、洗面所が各1か所設置されている。
2号車：モロE655-101（M1s-100）
定員32名の電動車。床下に主変圧器と主変換装置を搭載する。屋根上にシングルアーム式の主パンタグラフ（前位（ユニット外側）設置）と予備パンタグラフ（後位（ユニット内側）設置）を各1基搭載し、中央本線・身延線などにある狭小トンネル区間への入線にも考慮し、屋根の高さはパンタグラフ非搭載車よりも低くされている。後位寄りに洋式トイレと男子小用トイレ、洗面所が各1か所設置されている。
3号車：モロE654-101（M2s-100）
定員9名の電動車。床下に主変換装置、電車として自力走行する際のサービス機器類の電源である静止形インバータ（SIV）、電動空気圧縮機（CP）を搭載する。他の「ハイグレード車両」の座席が布張りであるのに対し、本車両のみ本革張りとなっている。後位寄りに個室型のVIP室となっているほか、VIP専用の身体障害者対応トイレと専用パウダールームを、車両中央部にはギャレー（給仕室）、多目的スペースが設置されている。VIP室にはソファ（4人分）とテーブル、テレビなどが配置されている。
特別車両：E655-1（TR）
特別車両として皇室又は同時に国賓が利用する際のみ、3号車と4号車の間に連結される付随車。「サイ」「サロ」などの記号は付されていない。
3号車寄り車端に出入台があり、次室、特別室〈御座所〉、休憩室〈御休憩室〉、トイレ〈御厠〉と続く（〈〉内は1号御料車の名称）。特別室は、壁・天井とテーブルに大分県産の高級杉材を用いた内装に菊柄の絹織物を張ったソファを設け、床には9種類の伝統文様を配した手織りの絨毯を敷いている。特別室の窓の天地寸法は950 mmと他の箇所より大きく、中央部の窓は幅2,200 mmの電動昇降式となっている。1号御料車に設けられていた御化粧室の機能は休憩室に統合され、ベッドにもなるソファと三面鏡付き化粧台を設置している。外装は特別室の窓下に金帯がなく、広幅窓下中央に菊の御紋を取り付けるための窪みがある。空調装置は床下集中式のAU303形で、屋根上には休憩室付近のアンテナ2本（用途非公表）以外に何もない。車両番号は妻面に標記されている。付随車ながら空車重量は40.5 tある。
E257系やE653系、E657系に組み込んで走行することも可能な構造になっており、各車両を使用した試運転も行われている。
4号車：モロE655-201（M1s-200）
定員27名の電動車。2号車と同じく床下に主変圧器と主変換装置を、屋根上に主パンタグラフと予備パンタグラフを1基ずつ搭載しており、屋根高さも低くされている。車内後位寄りにギャレー（給仕室）と多目的スペースが設置されている。
5号車：クモロE654-101（M2sc-100）
定員17名の制御電動車。床下に主変換装置・SIV・CPを搭載する。運転台のほか、身体障害者対応トイレや男子小用トイレ、多目的室と車椅子対応座席が設置されている。

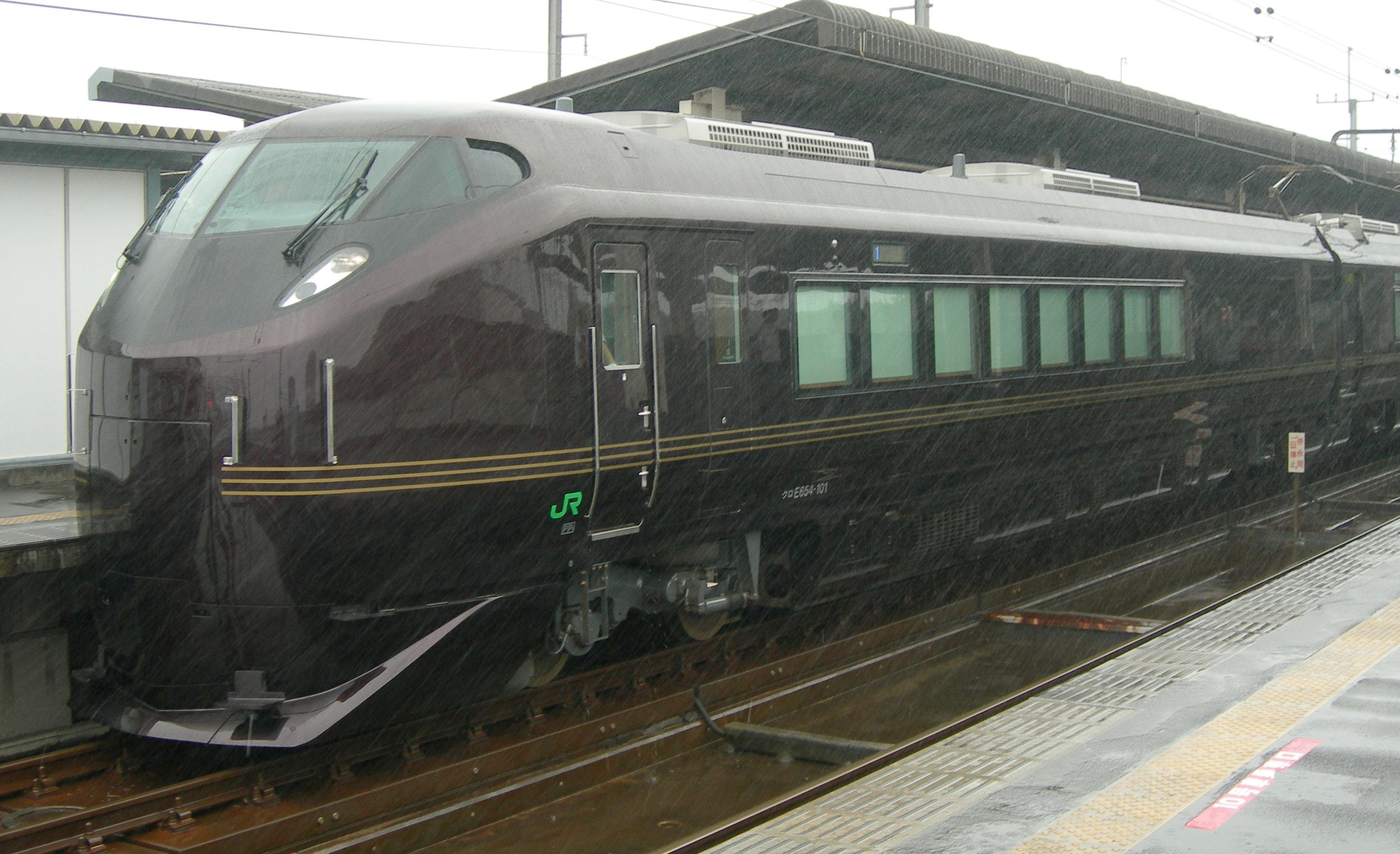
1号車：クロE654-101
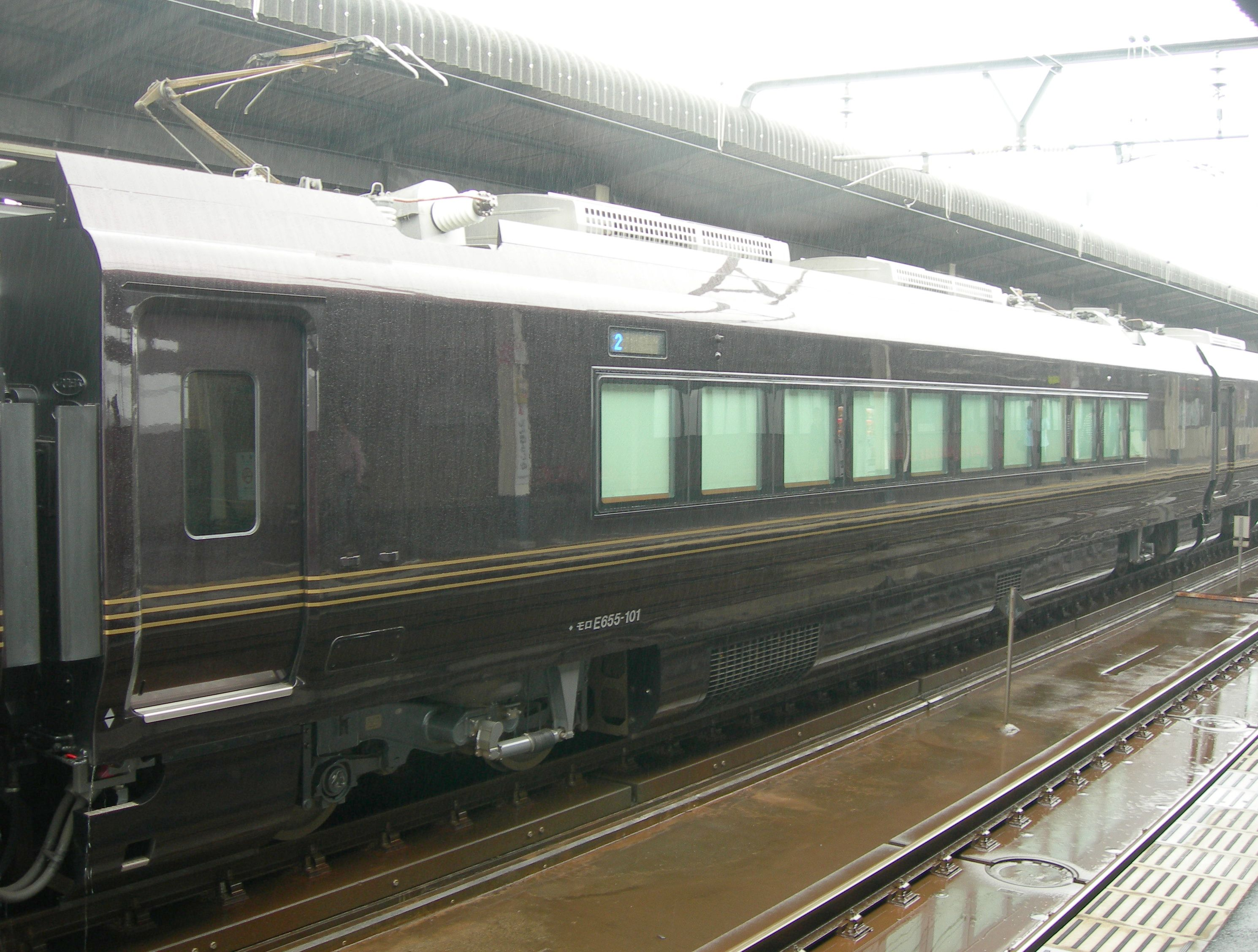
2号車：モロE655-101
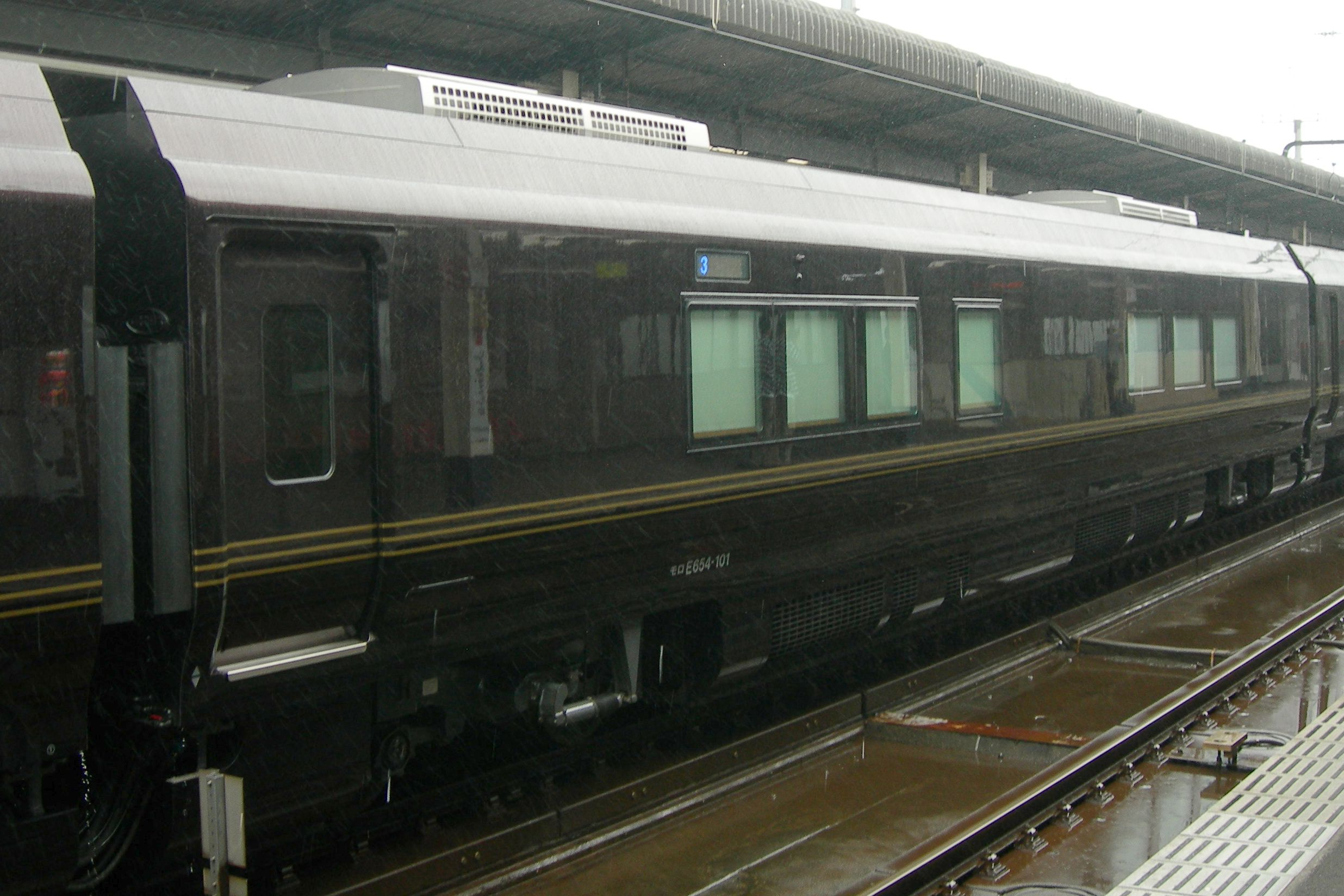
3号車：モロE654-101
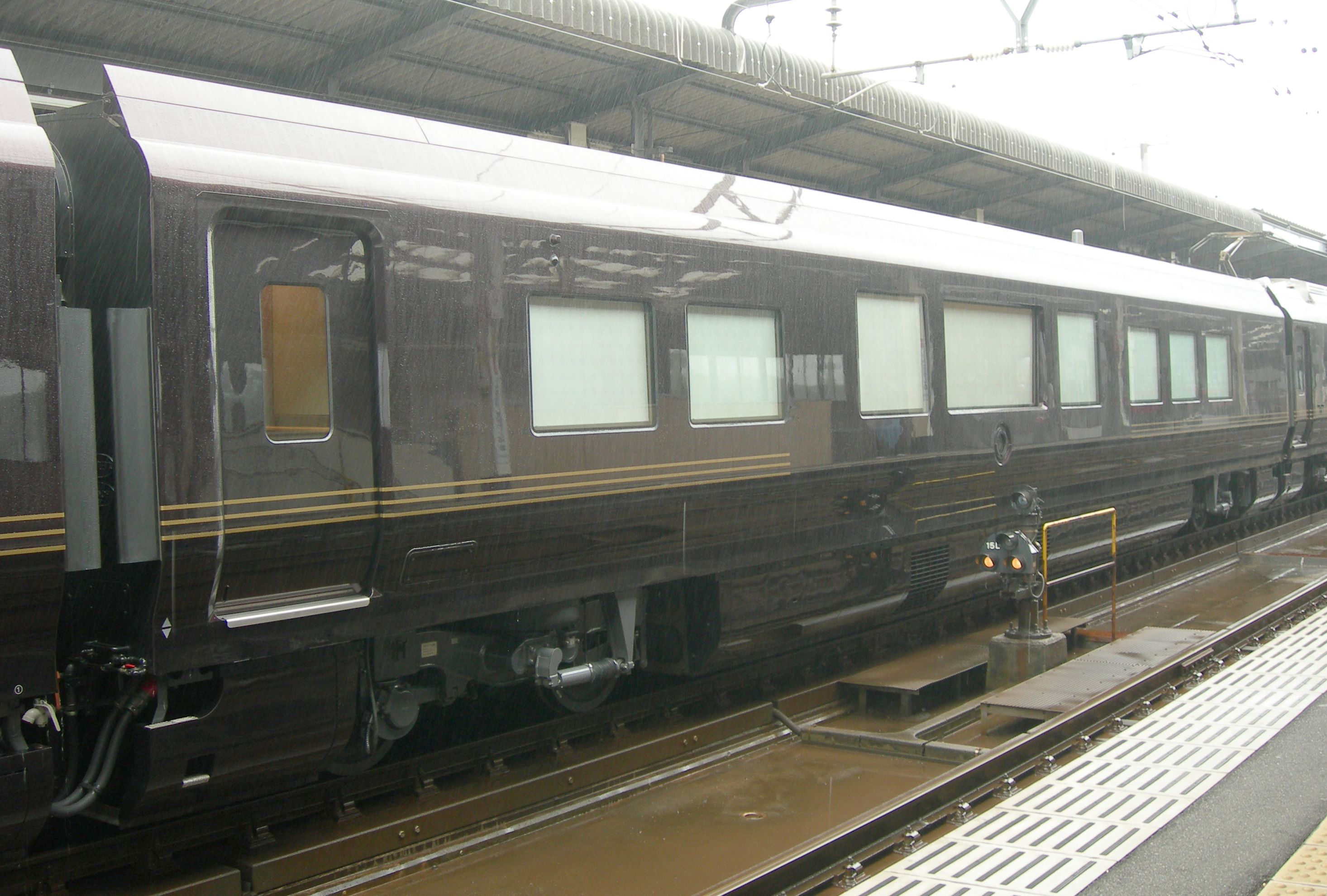
特別車両：E655-1
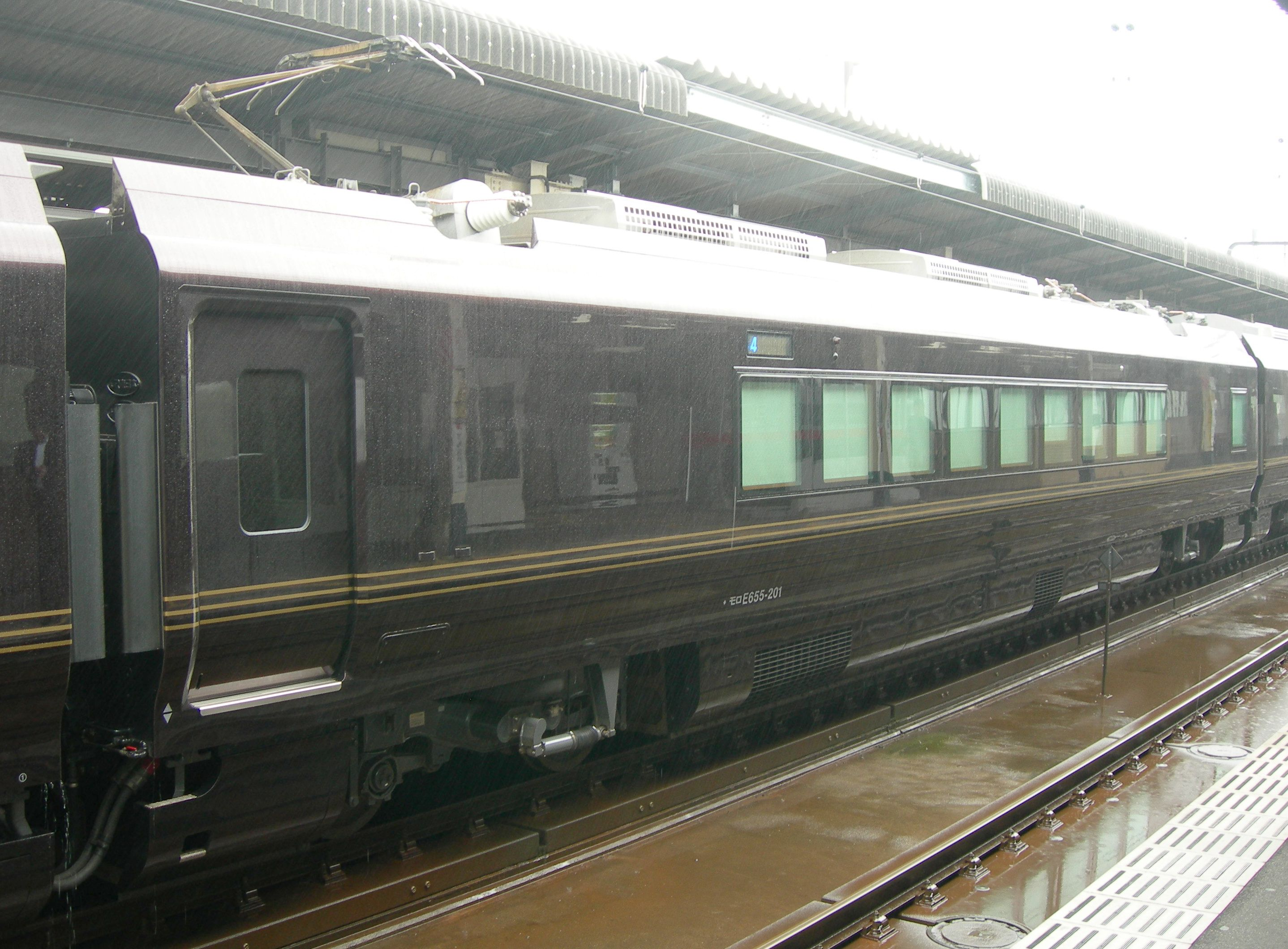
4号車：モロE655-201
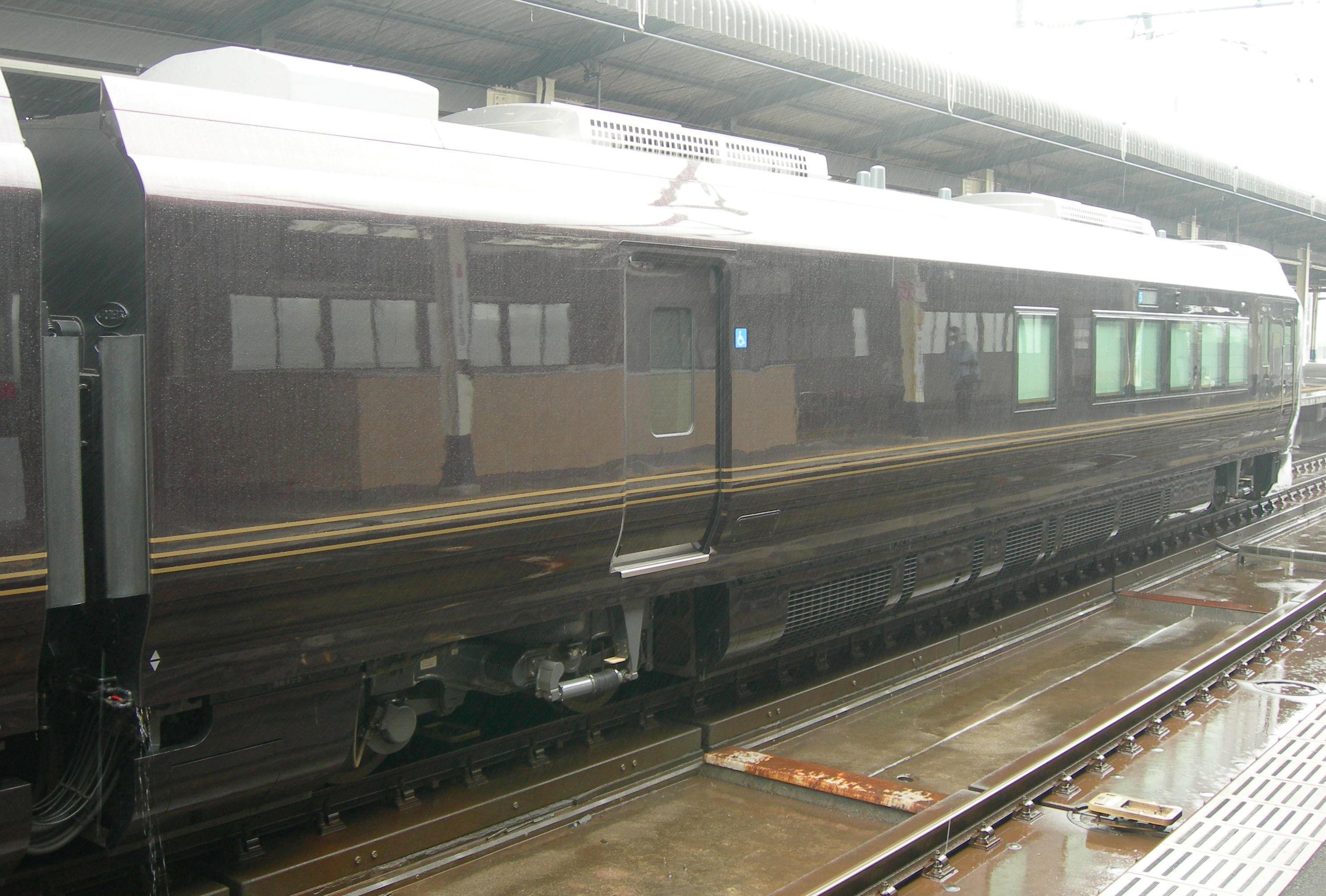
5号車：クモロE654-101

### 編成表
東北本線において上野寄りが1号車、仙台・盛岡寄りが5号車となる。ただし、特別車両のE655形には号車番号が振られていない。
|          | ← 東京甲府・高崎・仙台 → |                      |                      |               |                      |                         |
|          |                          |                      |                      |               |                      |                         |
| 号車     | 1                        | ＜2＜                | 3                    | 特別車両      | ＜4＜                | 5                       |
| 形式     | クロE654 - 101 (Tsc')    | モロE655 - 101 (M1s) | モロE654 - 101 (M2s) | E655 - 1 (TR) | モロE655 - 201 (M1s) | クモロE654 - 101 (M2sc) |
| 搭載機器 | DG                       | MTr,CI               | SIV,CI,CP            |               | MTr,CI               | CI,SIV,CP               |
| 車両重量 | 50.0 t                   | 46.6 t               | 44.5 t               | 40.5 t        | 46.6 t               | 46.7 t                  |
| 車両定員 | 22人                     | 32人                 | 9人                  |               | 27人                 | 17人                    |
| 製造所   | 東急車輛製造             | 東急車輛製造         | 東急車輛製造         | 日立製作所    | 日立製作所           | 日立製作所              |

- MTr：主変圧器、CI：主変換装置、SIV：補助電源装置、CP：空気圧縮機、DG：ディーゼル発電機
- ＜：シングルアームパンタグラフ
- 落成日は全車両、2007年7月27日[12]。

## 運用

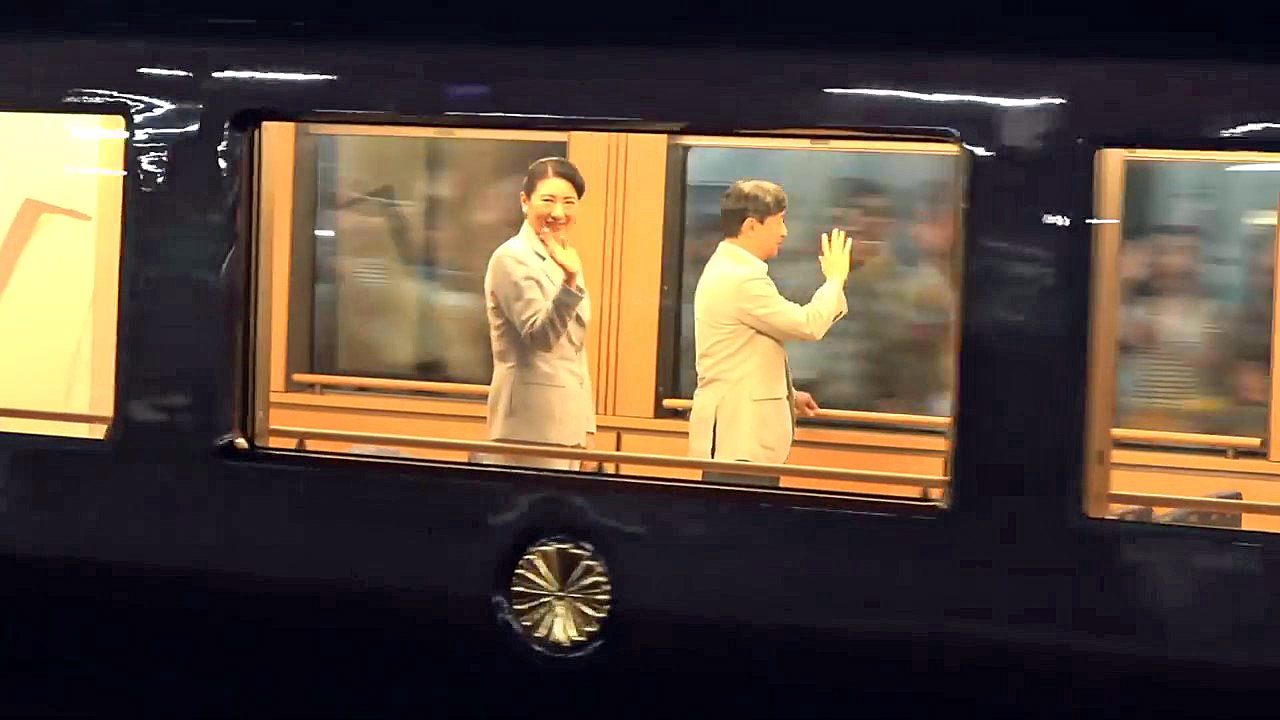
お召し列車に乗車する天皇徳仁と皇后雅子（2019年9月29日 水戸駅）

「特別車両」1両は東京総合車両センター、「ハイグレード車両」5両は尾久車両センターに所属する。
本系列は狭小トンネル対応のPS32Aパンタグラフを搭載しているため、中央本線・身延線・予讃線でも自力走行できるようになっている。電化区間では自力走行し、非電化区間ではディーゼル機関車に牽引されて走行する。例外として、青函トンネルに関してはJR貨物EH800形電気機関車牽引で走行可能になっているが、北海道での走行実績はない。
本系列はお召し列車専用ではないため「特別車両」以外の座席車「ハイグレード車両」には一般旅客も乗車できるが、過去に臨時列車として使用されたことはなく、お召し列車以外では団体専用列車としての運行のみ。そのため、JR東日本の会員制クラブ「大人の休日倶楽部」のジパング・クラスとミドル・クラスの会員になりツアーを申し込むか、近畿日本ツーリストなどの旅行代理店が主催するツアーを申し込まなくてはならないが、運行頻度が少ないため本系列に一般の人が乗れる機会は年に数回程度に限られることもあって、乗車希望者は多い。
料金には特別な設定はなされておらず、運賃・特急料金に加えてグリーン料金との合計金額で乗車できる。ただし、本系列は団体専用列車として運行されているため、乗車するにはそれら以外に諸経費も加えたツアー料金が必要となる。なお、参考までに、本系列では旅客営業規則第130条第1項において「別に定める特別急行列車の特別車両に対して適用する特別車両料金（A）」として、以下の専用のグリーン料金が定められている。
| 営業キロ地帯 | 200 kmまで | 400 kmまで | 600 kmまで | 800 kmまで | 801 km以上 |
| ------------ | ---------- | ---------- | ---------- | ---------- | ---------- |
| 料金         | 2,800円    | 4,190円    | 5,400円    | 6,600円    | 7,790円    |

3号車にある定員9名のグリーンVIPシートを利用する場合には、上記の料金のほか5,000円の追加料金が加算される。

## 沿革
- 2004年（平成16年）6月24日 - JR東日本が製作を発表。
- 2007年（平成19年）
  - 7月5日 - 6両編成で東急車輛製造を出場、EF65形1104号の牽引により尾久車両センターまで輸送された[15]。このうち特別車両E655-1の側面には白いシートが巻かれていた[15]。
  - 7月24日 - 上野駅で報道公開される。あわせてEF81形81号の牽引による試運転を東北本線で行う。
  - 8月から - JR東日本管内各線で性能試験を実施。11月までに常磐線をメインに、曲線通過性能・勾配起動性能や交直切替性能などの測定のために総武本線・成田線・東北本線・中央本線・東海道本線・伊東線・伊豆急行線にも入線した。
  - 10月24日・25日 - 上野駅 - 大宮駅間で関係者向けの試乗会が行われる。この試乗会では特別車両を連結しなかった。
  - 11月23日 - 25日 - 初の営業運転を実施。「大人の休日倶楽部」会員向けツアーの団体臨時列車として上野駅 - 郡山駅間を運行。
  - 12月13日 - 車両愛称を「なごみ（和）」と決定。
  - 12月27日 - 東京総合車両センターに回送され、特別車両：E655-1（TR）が抜かれる。尾久車両センターにハイグレード車両5両が、東京総合車両センターに特別車両1両が配置されたことになる。この日以降基本的に5両で運転される。
- 2008年（平成20年）
  - 11月12日 - 6両で、上野駅 - 土浦駅間をお召し列車として初運転。天皇・皇后とフアン・カルロス1世・ソフィア王妃が乗車。
  - 12月5日 - 特別車両をE257系M104編成に組み込み、新宿駅・両国駅 - 津田沼駅間で数往復試運転[16]。
- 2009年（平成21年）
  - 4月22日  - 特別車両をE653系K306編成に組み込み、大崎駅 - 東大宮操車場 - 田端操駅 - 赤塚駅間で数往復試運転[17]。
- 2010年（平成22年）
  - 4月5日 - 5両で[注 1]、東京駅 - 真鶴駅 - 伊豆急下田駅間を御乗用列車として運転。
  - 9月26日 - 6両で、蘇我駅 → 勝浦駅間をお召し列車として運転。
  - 9月27日 - 6両で、館山駅 → 京葉線東京駅間をお召し列車として運転。
  - 9月30日 - びゅうトラベルサービスが大人の休日倶楽部5周年記念事業として団体臨時列車と「きらきらうえつ」ほか5種類のジョイフルトレインでつなぐ「なごみ（和）とリゾート列車で行く東日本一周」ツアーを発表[18]。
- 2011年（平成23年）
  - 9月27日 - 28日 - 特別車両をE657系K01編成に組み込んで、大崎駅 - 赤塚駅間で試運転を実施[19]。E657系に連結され試運転を実施する特別車両E655-1
（2011年9月28日 大崎駅）

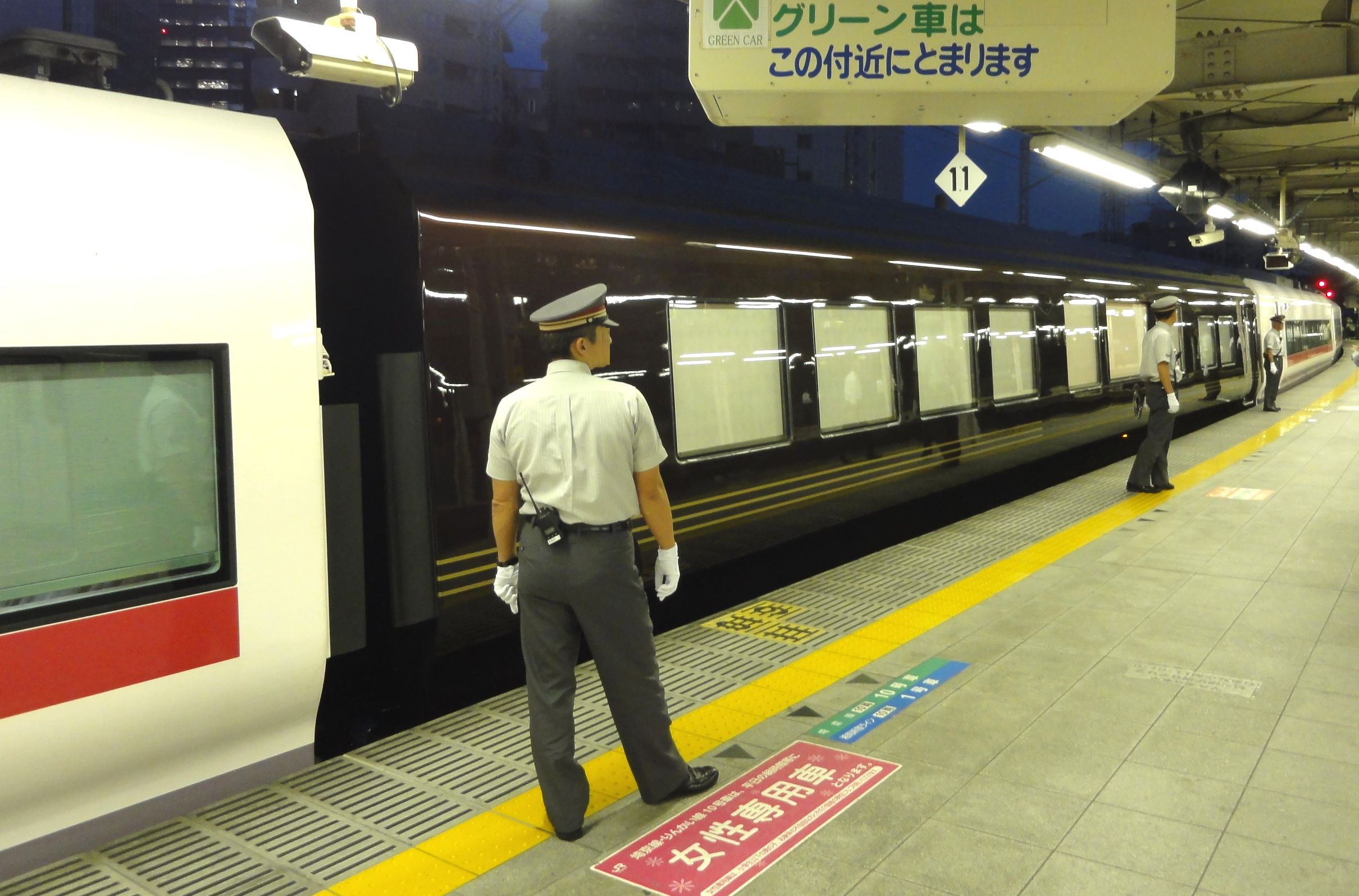
E657系に連結され試運転を実施する特別車両E655-1
（2011年9月28日 大崎駅）

  - 11月13日 - 6両で、東京駅 - 甲府駅間を御乗用列車として運転[20]。
- 2012年（平成24年）
  - 9月9日 - 6両で、東京駅 - 甲府駅間で試運転を実施[21]。
  - 10月6日 - 6両で、東京駅 - 甲府駅間をお召し列車として運転[22]。
- 2013年（平成25年）
  - 3月25日（往路）・28日（復路） - 5両で[注 1]、東京駅 - 伊豆急下田駅間を御乗用列車として運転[23][24]。
- 2014年（平成26年）
  - 5月22日 - 5両で[注 1]、桐生駅 - 小山駅間を御乗用列車として運転[25]。
- 2016年（平成28年）
  - 9月11日 - 6両で、酒田駅 - 鼠ケ関駅 - 鶴岡駅をお召し列車として運転[26]。
- 2017年（平成29年）
  - 3月24日（往路）・3月27日（復路） - 5両で[注 1]、東京駅 - 伊豆急下田駅間を御乗用列車として運転。
  - 11月28日 - 特別車両を連結した6両で、東京駅 → 土浦駅をお召し列車として運転[27]。平成最後のお召し列車となった。
- 2019年（令和元年）
  - 8月1日（往路）・8月5日（復路） - 5両で[注 1]、東京駅 - 伊豆急下田駅間を御乗用列車として運転。
  - 9月28日 - 6両で、東京駅 - 勝田駅をお召し列車として運転[28]。
- 2022年（令和4年）
  - 10月14日 - 5両で、新橋駅 - 桜木町駅間を鉄道開業150周年記念特別列車として運転[29]。